# 博纳克-伊拉赞
博纳克-伊拉赞（法語：Bonac-Irazein，法語發音：[bɔnak iʁazɛ̃]）是法国阿列日省的一个市镇，属于聖日龍區。该市镇于1970年由原市镇博纳克（Bonac）和伊拉赞（Irazein）合并而成。

## 地理
博纳克-伊拉赞（42°52'37"N, 0°58'26"E）面积38.13 平方千米，位于法国奧克西塔尼大區阿列日省，该省份为法国西南部内陆省份，西部和北部与上加龙省接壤，东临奥德省，东南至东比利牛斯省接壤，南与安道尔和西班牙接壤。
与博纳克-伊拉赞接壤的市镇（或旧市镇、城区）包括：昂特拉、阿尔然、欧卡赞、巴拉塞、桑坦、萨尔桑、上阿兰、伊拉尔坦。

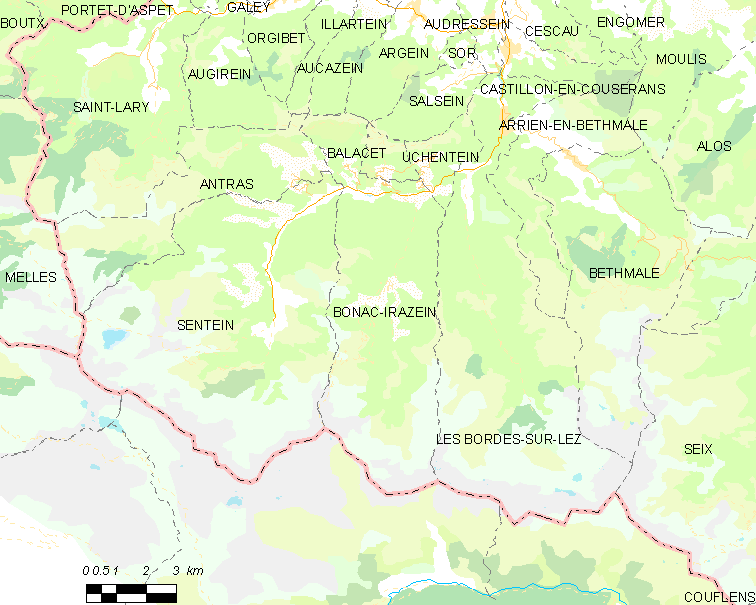
博纳克-伊拉赞的OSM定位图

博纳克-伊拉赞的时区为UTC+01:00、UTC+02:00（夏令时）。

## 行政
博纳克-伊拉赞的邮政编码为09800，INSEE市镇编码为09059。

## 政治
博纳克-伊拉赞所属的省级选区为库斯朗西县。

## 人口

1962-2008年间博纳克-伊拉赞人口变化图示

博纳克-伊拉赞于2022年1月1日时的人口数量为125人。